# Riunione di famiglia con pallottole
Riunione di famiglia con pallottole (Madea's Family Reunion) è un film statunitense del 2006 diretto e scritto da Tyler Perry.
È il sequel del film Amori e sparatorie (Diary of a Mad Black Woman).

## Trama
Nonna Madea organizza una riunione di famiglia ma tra figli con problemi sentimentali, nipoti ribelli e parenti in cerca di ospitalità, viene travolta da un turbine di guai.